# روفوس
روفوس (استونیایی: Ruffus) یک گروه موسیقی ایندی راک اهل استونی است.
این گروه که با نام کلایرز برتدی نیز شناخته میشده از سال ۱۹۹۷ تا ۲۰۰۳ میلادی فعال بوده است، گروه روفوس در سال ۲۰۰۳ نماینده کشور استونی در مسابقه آواز یوروویژن بوده است.